# 鈴木健一 (アニメ監督)
鈴木 健一（すずき けんいち）は、日本のアニメ演出家、アニメ監督。

## 作品

### テレビアニメ
2004年
- SDガンダムフォース（CGテクニカルディレクター）

2008年
- ケロロ軍曹（2008年 - 2009年、絵コンテ・演出）
- ゴルゴ13（演出）

2010年
- SDガンダム三国伝 BraveBattleWarriors（監督・絵コンテ・演出）

2011年
- レベルE（絵コンテ・演出）
- イナズマイレブンGO（絵コンテ・演出）
- 機動戦士ガンダムAGE（2011年 - 2012年、絵コンテ・演出）

2012年
- 妖狐×僕SS（演出）
- ジョジョの奇妙な冒険（2012年 - 2013年、シリーズディレクター・絵コンテ・演出）

2013年
- 超速変形ジャイロゼッター（絵コンテ・演出）
- ガリレイドンナ（絵コンテ）

2014年
- ジョジョの奇妙な冒険 スターダストクルセイダース（2014年 - 2015年、シリーズディレクター・脚本・絵コンテ・演出・演出協力）

2016年
- ドリフターズ（監督・絵コンテ・演出）

2018年
- はたらく細胞（監督・脚本・絵コンテ・演出）

2019年
- Fairy gone フェアリーゴーン（監督・脚本・絵コンテ・演出）

2020年
- ムヒョとロージーの魔法律相談事務所（第2期）（絵コンテ）
- 神様になった日（絵コンテ・演出）

2022年
- ジョジョの奇妙な冒険 ストーンオーシャン（総監督）

2024年
- 菜なれ花なれ（絵コンテ・演出）

2025年
- ヴィジランテ-僕のヒーローアカデミア ILLEGALS-（監督）

### 劇場アニメ
- 超劇場版ケロロ軍曹（2006年、CG特技演出）
- 超劇場版ケロロ軍曹3 ケロロ対ケロロ天空大決戦であります!（2008年、CGディレクター）
- 超劇場版ケロロ軍曹 撃侵ドラゴンウォリアーズであります!（2009年、CGディレクター）
- 超電影版SDガンダム三国伝 Brave Battle Warriors（2010年、監督）

### OVA
- GUNDAM EVOLVE 4 RX-78 GP03 DENDROBIUM（2002年、アシスタントCGテクニカルディレクター[2]）
- GUNDAM EVOLVE 5 RX-93 ν GUNDAM（2002年、アシスタントCGテクニカルディレクター）
- GUNDAM EVOLVE/8 GAT-X105 STRIKE GUNDAM（2004年、監督・絵コンテ）
- GUNDAM EVOLVE../14（頑駄無 異歩流武../十四） 武者頑駄無（2007年、監督）
- 戦場のヴァルキュリア3 誰がための銃瘡（2011年、演出）
- HELLSING（2012年、監督・演出）

### その他
- 夢のタイムマシン〜SDガンダムフォース「破壊大将軍あらわる!!」ザコ?（2004年、CGテクニカルディレクター）
- ガンダムクライシス（2007年、監督）